# Billy (Loir-et-Cher)
Billy is een gemeente in het Franse departement Loir-et-Cher in de regio Centre-Val de Loire. De plaats maakt deel uit van het arrondissement Romorantin-Lanthenay. Billy telde op 1 januari 2022 1.102 inwoners.

## Geografie
De oppervlakte van Billy bedroeg op 1 januari 2022 26,47 vierkante kilometer; de bevolkingsdichtheid was toen 41,6 inwoners per km².

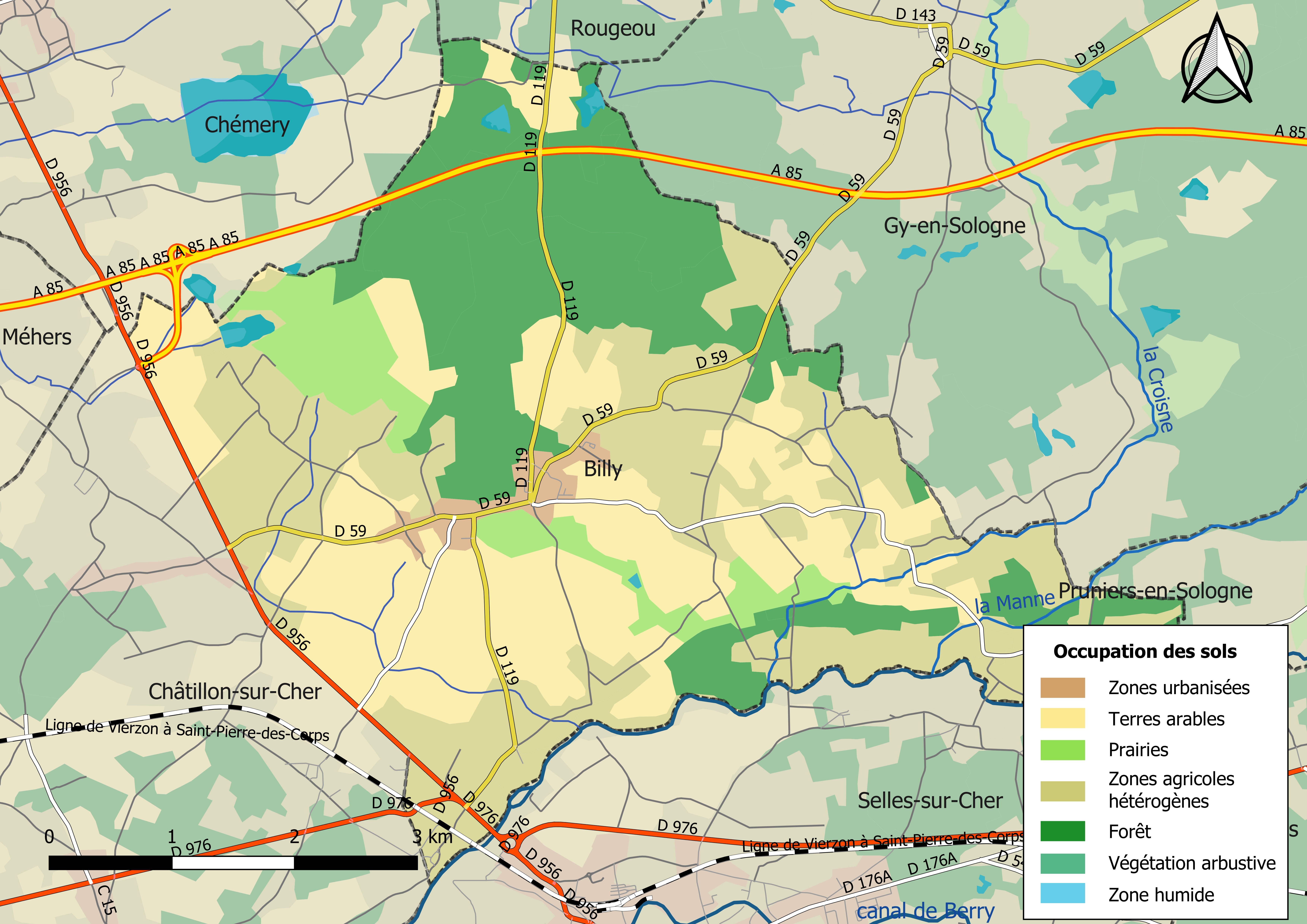
Kaart van de gemeente met de belangrijkste infrastructuur, bodemgebruik en omliggende gemeenten

## Demografie
Onderstaande figuur toont het verloop van het inwonertal (bron: INSEE-tellingen).